# 모이코바츠

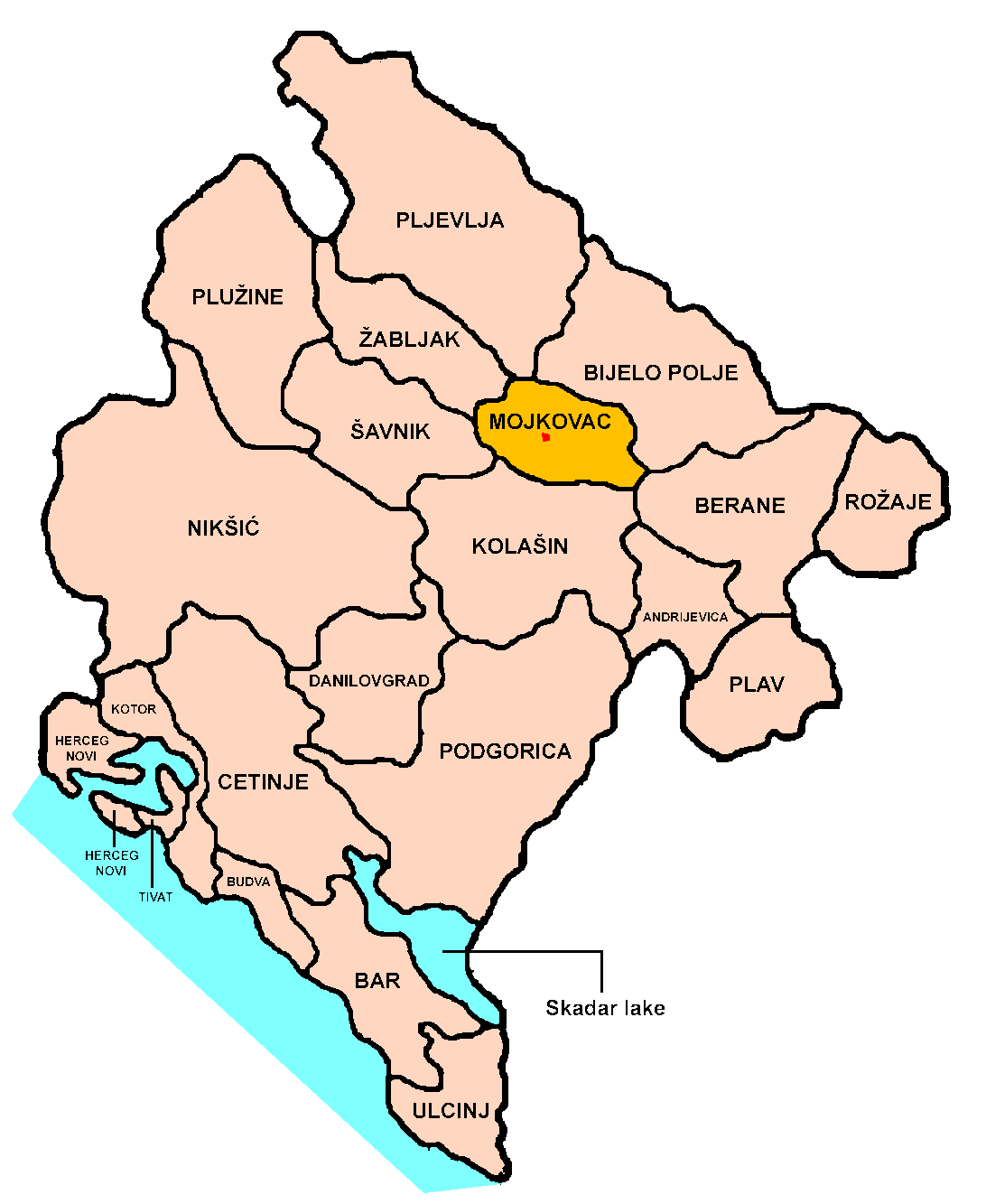
모이코바츠의 위치

모이코바츠(몬테네그로어: Мојковац, Mojkovac)는 몬테네그로 북부에 위치한 도시로, 면적은 367km2, 도시 인구는 4,120명(2003년 인구 조사 기준), 인구밀도는 27명/km2, 지방 자치체 인구는 10,066명(2003년 인구 조사 기준)이다.

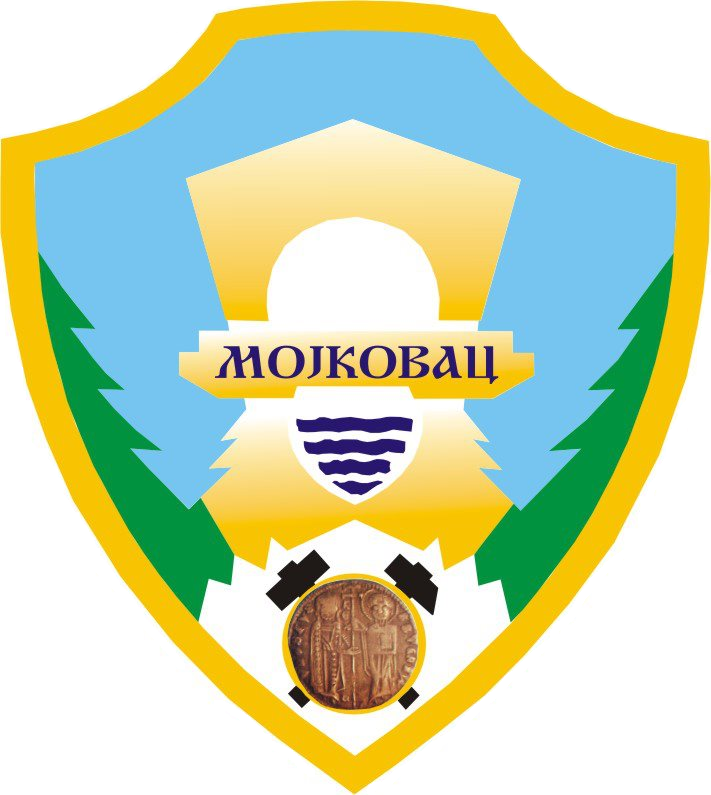
시 문장

## 인구
모이코바츠 인구:
- 1981년 3월 3일 - 5,156명
- 1991년 3월 3일 - 4,391명
- 2003년 11월 1일 - 4,120명

민족 분포 (1991년 인구 조사 기준):
- 몬테네그로인 (92.50%)
- 세르비아인 (5.17%)

민족 분포 (2003년 인구 조사 기준):
- 몬테네그로인 (54.77%)
- 세르비아인 (41.12%)